# Sauvetage sportif aux Jeux mondiaux de 2017
Navigation
Cali 2013 Birmingham 2022
Les épreuves de sauvetage sportif des Jeux mondiaux de 2017 ont lieu du 21 juillet au 22 juillet 2017 à Wrocław.

## Résultats détaillés

### Femmes - 50 m Mannequin

#### Qualifications
| Place     | Pays             | Nom                  | Temps (s) |
| 1re Série | 1re Série        | 1re Série            | 1re Série |
| --------- | ---------------- | -------------------- | --------- |
| 1         | Italie           | Cristina Leanza      | 36,20     |
| 2         | Belgique         | Bieke Vandenabeele   | 36,45     |
| 3         | France           | Magalie Rousseau     | 37,06     |
| 4         | Nouvelle-Zélande | Carina Doyle         | 37,14     |
| 5         | Pologne          | Karolina Faszczewska | 38,72     |
| 6         | Japon            | Yukiko Yamamoto      | DSQ       |
| 2e Série  |                  |                      |           |
| 1         | Australie        | Samantha Howe        | 35,60     |
| 2         | Chine            | Huimin Wu            | 35,86     |
| 3         | Japon            | Yurika Mitsui        | 36,79     |
| 4         | Allemagne        | Annalena Geyer       | 36,82     |
| 5         | Chine            | Xiaodie Dai          | 36,89     |
| 6         | Belgique         | Aurélie Romanini     | 37,01     |
| 7         | Pologne          | Julia Wrobel         | 38,72     |
| 3e Série  |                  |                      |           |
| 1         | Australie        | Mariah Jones         | 35,44     |
| 2         | France           | Margaux Fabre        | 35,49     |
| 3         | Allemagne        | Kerstin Lange        | 35,97     |
| 4         | Italie           | Serena Nigris        | 36,79     |
| 5         | Espagne          | Anita Garcia         | 37,66     |
| 6         | Espagne          | Nuria Payola         | 38,05     |
| 7         | Nouvelle-Zélande | Olivia Corrin        | 39,71     |

- DSQ : Disqualifiée
- Qualifiée pour la finale
- Qualifiée pour la manche décisive

#### Manche décisive
| Place | Pays   | Nom           | Temps (s) |
| ----- | ------ | ------------- | --------- |
| 1     | Japon  | Yurika Mitsui | 36,67     |
| 2     | Italie | Serena Nigris | 37,23     |

- Qualifiée pour la finale

#### Finale
| Place | Pays      | Nom                | Temps (s)   |
| ----- | --------- | ------------------ | ----------- |
| 1     | Chine     | Wu Huimin          | 34,97 (RJM) |
| 2     | Australie | Mariah Jones       | 35,61       |
| 3     | Italie    | Cristina Leanza    | 36,29       |
| 4     | Australie | Samantha Howe      | 36,59       |
| 5     | Japon     | Yurika Mitsui      | 36,74       |
| 6     | Allemagne | Kerstin Lange      | 36,78       |
| 7     | Belgique  | Bieke Vandenabeele | 38,79       |
| 8     | France    | Margaux Fabre      | DSQ         |

- DSQ : Disqualifiée
- RJM : Record des Jeux mondiaux

### Femmes - 100 m Bouée tube

#### Qualifications
| Place     | Pays             | Nom                  | Temps       |
| 1re Série | 1re Série        | 1re Série            | 1re Série   |
| --------- | ---------------- | -------------------- | ----------- |
| 1         | Italie           | Federica Volpini     | 59,84 s     |
| 2         | Espagne          | Isabel Costa         | 1:01,92 min |
| 3         | Australie        | Pamela Hendry        | 1:03,04 min |
| 4         | Nouvelle-Zélande | Madison Kidd         | 1:03,13 min |
| 5         | Pologne          | Anna Nocon           | 1:03,71 min |
| 6         | Belgique         | Sofie Boogaerts      | 1:04,66 min |
| 2e Série  |                  |                      |             |
| 1         | Australie        | Prue Davies          | 1:01,35 min |
| 2         | Allemagne        | Alena Kröhler        | 1:02,11 min |
| 3         | Italie           | Laura Pranzo         | 1:03,01 min |
| 4         | Chine            | Yongxin Li           | 1:05,18 min |
| 5         | Japon            | Nami Mizuma          | 1:05,46 min |
| 6         | Pologne          | Dominika Kossakowska | 1:11,13 min |
| 7         | Espagne          | Andrea Valenciano    | DSQ         |
| 3e Série  |                  |                      |             |
| 1         | France           | Justine Weyders      | 58,97 s     |
| 2         | Nouvelle-Zélande | Natalie Peat         | 1:01,33 min |
| 3         | Allemagne        | Sophia Bauer         | 1:03,19 min |
| 4         | Belgique         | Nele Vanbuel         | 1:03,38 min |
| 5         | Japon            | Yukiko Yamamoto      | 1:10,08 min |
| 6         | Chine            | Yifan Hu             | 1:10,95 min |
| 7         | France           | Magalie Rousseau     | DNS         |

- DNS : Forfait (Do not start)
- DSQ : Disqualifiée
- Qualifiée pour la finale

#### Finale
| Place | Pays             | Nom              | Temps        |
| ----- | ---------------- | ---------------- | ------------ |
| 1     | France           | Justine Weyders  | 57,18 s (RM) |
| 2     | Italie           | Federica Volpini | 57,94 s      |
| 3     | Australie        | Pamela Hendry    | 1:00,29 min  |
| 4     | Australie        | Prue Davies      | 1:00,40 min  |
| 5     | Italie           | Laura Pranzo     | 1:01,45 min  |
| 6     | Espagne          | Isabel Costa     | 1:01,54 min  |
| 7     | Nouvelle-Zélande | Natalie Peat     | 1:01,74 min  |
| 8     | Allemagne        | Alena Kröhler    | 1:01,90 min  |

- RM : Record du monde

### Femmes - 100 m Mannequin palmes

#### Qualifications
| Place     | Pays             | Nom                  | Temps (s)   |
| 1re Série | 1re Série        | 1re Série            | 1re Série   |
| --------- | ---------------- | -------------------- | ----------- |
| 1         | Italie           | Frederica Volpini    | 53,72       |
| 2         | Pologne          | Alicja Tchorz        | 54,29       |
| 3         | Nouvelle-Zélande | Natalie Peat         | 54,54       |
| 4         | Chine            | Yifan Hu             | 57,21       |
| 5         | Italie           | Laura Pranzo         | 58,12       |
| 6         | Belgique         | Nele Vanbuel         | 65,93       |
| 2e Série  |                  |                      |             |
| 1         | Australie        | Pamela Hendry        | 54,11       |
| 2         | France           | Magalie Rousseau     | 54,38       |
| 3         | Allemagne        | Sophia Bauer         | 54,76       |
| 4         | Allemagne        | Annalena Geyer       | 55,79       |
| 5         | Japon            | Nami Mizuma          | 56,97       |
| 6         | Chine            | Yongxin Li           | 67,87       |
| 7         | Belgique         | Aurélie Romanini     | DSQ         |
| 3e Série  |                  |                      |             |
| 1         | France           | Justine Weyders      | 52,71 (RJM) |
| 2         | Espagne          | Anita Garcia         | 54,43       |
| 3         | Australie        | Samantha Howe        | 55,34       |
| 4         | Espagne          | Isabel Costa         | 57,70       |
| 5         | Japon            | Yukiko Yamamoto      | 57,89       |
| 6         | Nouvelle-Zélande | Ella Drinnan         | 58,55       |
| 7         | Pologne          | Karolina Faszczewska | 61,27       |

- DSQ : Disqualifiée
- RJM : Record des Jeux mondiaux
- Qualifiée pour la finale

#### Finale
| Place | Pays             | Nom               | Temps (s) |
| ----- | ---------------- | ----------------- | --------- |
| 1     | Australie        | Pamela Hendry     | 52,72     |
| 2     | France           | Justine Weyders   | 52,93     |
| 3     | Italie           | Frederica Volpini | 53,48     |
| 4     | Pologne          | Alicja Tchorz     | 54,00     |
| 5     | Espagne          | Anita Garcia      | 54,01     |
| 6     | France           | Magalie Rousseau  | 54,08     |
| 7     | Nouvelle-Zélande | Natalie Peat      | 54,49     |
| 8     | Allemagne        | Sophia Bauer      | 56,37     |

### Femmes - 200 m Obstacles

#### Qualifications
| Place     | Pays             | Nom                  | Temps (min) |
| 1re Série | 1re Série        | 1re Série            | 1re Série   |
| --------- | ---------------- | -------------------- | ----------- |
| 1         | Italie           | Serena Nigris        | 2:10,38     |
| 2         | Australie        | Rachel Wood          | 2:10,64     |
| 3         | Allemagne        | Jessica Luster       | 2:13,36     |
| 4         | Japon            | Yuka Narusawa        | 2:17,25     |
| 5         | Japon            | Chisato Kurima       | 2:19,10     |
| 6         | Allemagne        | Kerstin Lange        | 2:19,88     |
| 2e Série  |                  |                      |             |
| 1         | Italie           | Silvia Meschiari     | 2:08,27     |
| 2         | Pologne          | Alicja Tchorz        | 2:09,16     |
| 3         | Nouvelle-Zélande | Olivia Corrin        | 2:14,35     |
| 4         | Espagne          | Nuria Payola         | 2:14,77     |
| 5         | France           | Delphine Dulat       | 2:16,45     |
| 6         | Australie        | Samantha Howe        | 2:17,72     |
| 7         | Belgique         | Stefanie Lindekens   | 2:24,10     |
| 3e Série  |                  |                      |             |
| 1         | France           | Marqaux Fabre        | 2:10,24     |
| 2         | Nouvelle-Zélande | Carina Doyle         | 2:12,07     |
| 3         | Chine            | Xiaodie Dai          | 2:12,23     |
| 4         | Pologne          | Dominika Kossakowska | 2:13,21     |
| 5         | Chine            | Xueyi Bao            | 2:13,95     |
| 6         | Espagne          | Maria Nunez          | 2:17,55     |
| 7         | Belgique         | Aurélie Romanini     | 2:22,52     |

- Qualifiée pour la finale

#### Finale
| Place | Pays             | Nom                  | Temps (min) |
| ----- | ---------------- | -------------------- | ----------- |
| 1     | Italie           | Silvia Meschiari     | 2:05,89     |
| 2     | Pologne          | Alicja Tchorz        | 2:06,41     |
| 3     | France           | Marqaux Fabre        | 2:09,66     |
| 4     | Italie           | Serena Nigris        | 2:09,67     |
| 5     | Australie        | Rachel Wood          | 2:10,82     |
| 6     | Nouvelle-Zélande | Carina Doyle         | 2:11,35     |
| 7     | Chine            | Xiaodie Dai          | 2:13,04     |
| 8     | Pologne          | Dominika Kossakowska | 2:13,67     |

### Femmes - 200 m Super sauveteur

#### Qualifications
| Place     | Pays             | Nom               | Temps (min) |
| 1re Série | 1re Série        | 1re Série         | 1re Série   |
| --------- | ---------------- | ----------------- | ----------- |
| 1         | France           | Margaux Fabre     | 2:27,06     |
| 2         | Allemagne        | Jessica Luster    | 2:32,01     |
| 3         | Italie           | Serena Nigris     | 2:34,14     |
| 4         | Chine            | Xiaodie Dai       | 2:35,38     |
| 5         | Chine            | Xueyi Bao         | 2:37,47     |
| 6         | Japon            | Yuka Narusawa     | 2:40,73     |
| 2e Série  |                  |                   |             |
| 1         | Italie           | Silvia Meschiari  | 2:27,62     |
| 2         | Nouvelle-Zélande | Natalie Peat      | 2:28,80     |
| 3         | Australie        | Mariah Jones      | 2:31,17     |
| 4         | Espagne          | Andrea Valenciano | 2:31,84     |
| 5         | Allemagne        | Alena Kröhler     | 2:35,64     |
| 6         | Belgique         | Sofie Boogaerts   | 2:38,63     |
| 7         | Pologne          | Julia Wrobel      | 2:57,43     |
| 3e Série  |                  |                   |             |
| 1         | Australie        | Prue Davies       | 2:27,03     |
| 2         | France           | Magalie Rousseau  | 2:27,10     |
| 3         | Nouvelle-Zélande | Carina Doyle      | 2:27,87     |
| 4         | Japon            | Yurika Mitsui     | 2:35,87     |
| 5         | Espagne          | Isabel Costa      | 2:38,16     |
| 6         | Belgique         | Nele Vanbuel      | 2:39,27     |
| 7         | Pologne          | Anna Nocon        | 2:40,07     |

- Qualifiée pour la finale

#### Finale
| Place | Pays             | Nom               | Temps (min) |
| ----- | ---------------- | ----------------- | ----------- |
| 1     | Italie           | Silvia Meschiari  | 2:22,57     |
| 2     | Australie        | Prue Davies       | 2:24,95     |
| 3     | Australie        | Mariah Jones      | 2:29,26     |
| 4     | France           | Margaux Fabre     | 2:31,99     |
| 5     | Nouvelle-Zélande | Natalie Peat      | 2:32,08     |
| 6     | France           | Magalie Rousseau  | 2:38,43     |
| 7     | Nouvelle-Zélande | Carina Doyle      | DSQ         |
| 7     | Espagne          | Andrea Valenciano | DSQ         |

- DSQ : Disqualifiée

### Femmes - Relais 4 x 25 m Mannequin

#### Qualifications
| Place     | Pays             | Temps (min)   |
| 1re Série | 1re Série        | 1re Série     |
| --------- | ---------------- | ------------- |
| 1         | Japon            | 1:23,27       |
| 2         | Italie           | 1:23,61       |
| 3         | Chine            | 1:25,69       |
| 4         | Espagne          | 1:28,21       |
| 5         | Nouvelle-Zélande | 1:31,48       |
| 2e Série  |                  |               |
| 1         | Belgique         | 1:21,48 (RJM) |
| 2         | Allemagne        | 1:21,75       |
| 3         | France           | 1:25,28       |
| 4         | Pologne          | 1:26,27       |
| 5         | Australie        | DSQ           |

- Qualifiée pour la finale
- DSQ : Disqualifiée
- RJM : Record des Jeux mondiaux

#### Finale
| Place | Nom       | Temps (min)  |
| ----- | --------- | ------------ |
| 1     | Belgique  | 1:19,69 (RM) |
| 2     | Chine     | 1:20,01      |
| 3     | Allemagne | 1:20,76      |
| 4     | Italie    | 1:21,82      |
| 5     | Japon     | 1:23,64      |
| 6     | France    | 1:23,74      |
| 7     | Pologne   | 1:28,22      |
| 8     | Espagne   | DSQ          |

- DSQ : Disqualifiée
- RM : Record du monde

### Femmes - Relais 4 x 50 m Bouée tube

#### Finale
| Place | Nom              | Temps (min) |
| ----- | ---------------- | ----------- |
| 1     | Allemagne        | 1:41,38     |
| 2     | Australie        | 1:41,42     |
| 3     | Pologne          | 1:42,60     |
| 4     | Italie           | 1:42,69     |
| 5     | Nouvelle-Zélande | 1:44,81     |
| 6     | Japon            | 1:45,42     |
| 7     | Espagne          | 1:46,00     |
| 8     | France           | DSQ         |

- DSQ : Disqualifiée

### Femmes - Relais 4 x 50 m Obstacle

#### Finale
| Place | Nom              | Temps (min)   |
| ----- | ---------------- | ------------- |
| 1     | France           | 1:50,42 (RJM) |
| 2     | Australie        | 1:51,29       |
| 3     | Chine            | 1:51,99       |
| 4     | Italie           | 1:52,41       |
| 5     | Pologne          | 1:53,17       |
| 6     | Allemagne        | 1:53,86       |
| 7     | Japon            | 1:54,76       |
| 8     | Nouvelle-Zélande | 1:55,67       |

- RJM : Record des Jeux mondiaux

### Hommes - 50 m Mannequin

#### Qualifications
| Place     | Pays             | Nom                  | Temps (s)  |
| 1re Série | 1re Série        | 1re Série            | 1re Série  |
| --------- | ---------------- | -------------------- | ---------- |
| 1         | Espagne          | Eduardo Blasco       | 29,41      |
| 2         | Italie           | Sacha Andrea Bartolo | 29,71      |
| 3         | Japon            | Keisuke Hatano       | 31,47      |
| 4         | Espagne          | Carlos Perianez      | 31,74      |
| 5         | Japon            | Naoya Hirano         | 32,29      |
| 6         | Chine            | Zihao Zhu            | DSQ        |
| 2e Série  |                  |                      |            |
| 1         | Allemagne        | Joshua Perling       | 29,11      |
| 2         | Australie        | Bradley Woodward     | 29,48      |
| 3         | Nouvelle-Zélande | Steven Kent          | 30,19      |
| 4         | Australie        | Matthew Davis        | 30,31      |
| 5         | France           | Thomas Vilaceca      | 31,28      |
| 6         | Pologne          | Bartosz Makowski     | 31,68      |
| 7         | Chine            | Yujie Niu            | DSQ        |
| 3e Série  |                  |                      |            |
| 1         | Allemagne        | Danny Wieck          | 27,27 (RM) |
| 2         | Italie           | Daniele Sanna        | 30,16      |
| 3         | Pologne          | Wojciech Kotowski    | 30,30      |
| 4         | France           | Florian Laclaustra   | 30,49      |
| 5         | Belgique         | Joni Ceusters        | 31,25      |
| 6         | Belgique         | Pierre-Yves Romanini | 31,54      |
| 7         | Nouvelle-Zélande | Jacob Hales          | 32,96      |

- DSQ : Disqualifié
- RM : Record du monde
- Qualifié pour la finale

#### Finale
| Place | Pays             | Nom                  | Temps (s) |
| ----- | ---------------- | -------------------- | --------- |
| 1     | Allemagne        | Danny Wieck          | 28,49     |
| 2     | Allemagne        | Joshua Perling       | 29,17     |
| 3     | Australie        | Bradley Woodward     | 29,62     |
| 4     | Italie           | Sacha Andrea Bartolo | 29,82     |
| 5     | Nouvelle-Zélande | Steven Kent          | 29,85     |
| 6     | Italie           | Daniele Sanna        | 30,00     |
| 7     | Pologne          | Wojciech Kotowski    | 30,26     |
| 8     | Espagne          | Eduardo Blasco       | 30,43     |

### Hommes - 100 m Bouée tube

#### Qualifications
| Place     | Pays             | Nom                     | Temps (s) |
| 1re Série | 1re Série        | 1re Série               | 1re Série |
| --------- | ---------------- | ----------------------- | --------- |
| 1         | Australie        | Samuel Bell             | 53,41     |
| 2         | Japon            | Shun Nishiyama          | 54,18     |
| 3         | Nouvelle-Zélande | Andrew Trembath         | 54,54     |
| 4         | Pologne          | Bartosz Stanielewicz    | 56,16     |
| 5         | Australie        | Matthew Davis           | 56,22     |
| 6         | Italie           | Federico Gilardi        | 63,13     |
| 2e Série  |                  |                         |           |
| 1         | Espagne          | Francisco Javier Catala | 50,76     |
| 2         | Allemagne        | Kevin Lehr              | 50,82     |
| 3         | Pologne          | Cezary Kepa             | 53,48     |
| 4         | Belgique         | Lenz Bolkmans           | 56,51     |
| 5         | Chine            | Ziqian Liu              | 59,70     |
| 6         | France           | Gaetan Quirin           | DSQ       |
| 3e Série  |                  |                         |           |
| 1         | France           | Antoine Thos            | 51,76     |
| 2         | Italie           | Jacopo Musso            | 51,83     |
| 3         | Allemagne        | Jan Malkowski           | 53,73     |
| 4         | Espagne          | Sergio Calderon         | 54,54     |
| 5         | Japon            | Ryo Ueno                | 56,52     |
| 6         | Belgique         | Joni Ceusters           | 56,67     |
| 7         | Chine            | Xuanming Zhao           | 58,50     |
| 4e Série  |                  |                         |           |
| 1         | Nouvelle-Zélande | Steven Kent             | 52,28     |

- DSQ : Disqualifié
- Qualifié pour la finale

#### Finale
| Place | Pays             | Nom                     | Temps (s)  |
| ----- | ---------------- | ----------------------- | ---------- |
| 1     | Italie           | Jacopo Musso            | 49,02 (RM) |
| 2     | Allemagne        | Kevin Lehr              | 49,74      |
| 3     | Australie        | Samuel Bell             | 51,27      |
| 4     | Nouvelle-Zélande | Steven Kent             | 51,87      |
| 5     | Allemagne        | Jan Malkowski           | 52,11      |
| 6     | Pologne          | Cezary Kepa             | 57,38      |
| 7     | France           | Antoine Thos            | DSQ        |
| 8     | Espagne          | Francisco Javier Catala | DSQ        |

- DSQ : Disqualifié
- RM : Record du monde

### Hommes - 100 m Mannequin palmes

#### Qualifications
| Place     | Pays             | Nom                     | Temps (s) |
| 1re Série | 1re Série        | 1re Série               | 1re Série |
| --------- | ---------------- | ----------------------- | --------- |
| 1         | Italie           | Jacopo Musso            | 47,16     |
| 2         | Espagne          | Francisco Javier Catala | 47,20     |
| 3         | France           | Antoine Thos            | 47,21     |
| 4         | Japon            | Shun Nishiyama          | 47,26     |
| 5         | Nouvelle-Zélande | Jacob Hales             | 49,13     |
| 6         | Belgique         | Lenz Bolkmans           | 51,58     |
| 2e Série  |                  |                         |           |
| 1         | Italie           | Andrea Vittorio Piroddi | 45,87     |
| 2         | Allemagne        | Kevin Lehr              | 46,72     |
| 3         | Australie        | Matthew Davis           | 47,85     |
| 4         | Japon            | Keisuke Hatano          | 48,43     |
| 5         | France           | Gaetan Quirin           | 49,94     |
| 6         | Belgique         | Joni Ceusters           | 50,93     |
| 7         | Chine            | Xuanming Zhao           | 56,77     |
| 3e Série  |                  |                         |           |
| 1         | Allemagne        | Jan Malkowski           | 45,60     |
| 2         | Australie        | Samuel Bell             | 46,65     |
| 3         | Nouvelle-Zélande | Steven Kent             | 47,01     |
| 4         | Pologne          | Cezary Kepa             | 47,85     |
| 5         | Espagne          | Sergio Calderon         | 48,48     |
| 6         | Pologne          | Bartosz Makowski        | 52,09     |
| 7         | Chine            | Yujie Niu               | 59,13     |

- Qualifiée pour la finale

#### Finale
| Place | Pays             | Nom                     | Temps (s)   |
| ----- | ---------------- | ----------------------- | ----------- |
| 1     | Italie           | Jacopo Musso            | 45,40 (RJM) |
| 2     | Italie           | Andrea Vittorio Piroddi | 45,62       |
| 3     | Allemagne        | Kevin Lehr              | 46,25       |
| 4     | Allemagne        | Jan Malkowski           | 46,30       |
| 5     | Australie        | Samuel Bell             | 46,44       |
| 6     | Nouvelle-Zélande | Steven Kent             | 46,63       |
| 7     | Espagne          | Francisco Javier Catala | 47,20       |
| 8     | France           | Antoine Thos            | 47,34       |

- RJM : Record des Jeux mondiaux

### Hommes - 200 m Obstacles

#### Qualifications
| Place     | Pays             | Nom                  | Temps (min) |
| 1re Série | 1re Série        | 1re Série            | 1re Série   |
| --------- | ---------------- | -------------------- | ----------- |
| 1         | Italie           | Federico Gilardi     | 1:57,55     |
| 2         | Pologne          | Adam Dubiel          | 1:58,60     |
| 3         | Nouvelle-Zélande | Andrew Trembath      | 1:59,06     |
| 4         | Japon            | Naoya Hirano         | 2:00,55     |
| 5         | Pologne          | Bartosz Stanielewicz | 2:01,84     |
| 6         | Belgique         | Wouter Baelus        | 2:10,26     |
| 2e Série  |                  |                      |             |
| 1         | Australie        | Bradley Woodward     | 1:56,49     |
| 2         | France           | Thomas Vilaceca      | 1:59,21     |
| 3         | Australie        | Jake Smith           | 1:59,39     |
| 4         | Chine            | Junhong Lin          | 2:01,62     |
| 5         | Espagne          | Eduardo Blasco       | 2:03,50     |
| 6         | Espagne          | Jose Victor Carcia   | 2:13,52     |
| 7         | Belgique         | Raf Montald          | 2:34,46     |
| 3e Série  |                  |                      |             |
| 1         | Nouvelle-Zélande | Steven Kent          | 1:56,95     |
| 2         | Italie           | Sacha Andrea Bartolo | 1:57,75     |
| 3         | Japon            | Suguru Ando          | 1:58,75     |
| 4         | Allemagne        | Danny Wieck          | 2:02,97     |
| 5         | France           | Jeremy Badre         | 2:04,62     |
| 6         | Chine            | Ziqian Liu           | 2:04,75     |
| 7         | Allemagne        | Joshua Perling       | 2:12,42     |

- Qualifiée pour la finale

#### Finale
| Place | Pays             | Nom                  | Temps (min) |
| ----- | ---------------- | -------------------- | ----------- |
| 1     | Australie        | Bradley Woodward     | 1:55,03     |
| 2     | Italie           | Federico Gilardi     | 1:55,08     |
| 3     | Nouvelle-Zélande | Steven Kent          | 1:55,21     |
| 4     | Italie           | Sacha Andrea Bartolo | 1:57,99     |
| 5     | Pologne          | Adam Dubiel          | 1:59,16     |
| 6     | Nouvelle-Zélande | Andrew Trembath      | 1:59,67     |
| 7     | Japon            | Suguru Ando          | 1:59,81     |
| 8     | France           | Thomas Vilaceca      | 2:06,52     |

### Hommes - 200 m Super sauveteur

#### Qualifications
| Place     | Pays             | Nom                  | Temps (min) |
| 1re Série | 1re Série        | 1re Série            | 1re Série   |
| --------- | ---------------- | -------------------- | ----------- |
| 1         | Pologne          | Adam Dubiel          | 2:10,92     |
| 2         | Australie        | Samuel Bell          | 2:11,55     |
| 3         | France           | Thomas Vilaceca      | 2:12,17     |
| 4         | Japon            | Ryo Ueno             | 2:15,01     |
| 5         | Chine            | Junhong Lin          | 2:20,38     |
| 6         | France           | Florian Laclaustra   | 2:21,85     |
| 2e Série  |                  |                      |             |
| 1         | Italie           | Daniele Sanna        | 2:09,24     |
| 2         | Nouvelle-Zélande | Adam Simpson         | 2:13,10     |
| 3         | Nouvelle-Zélande | Andrew Trembath      | 2:13,17     |
| 4         | Allemagne        | Christian Ertel      | 2:14,48     |
| 5         | Japon            | Suguru Ando          | 2:16,18     |
| 6         | Espagne          | Jose Victor Carcia   | 2:18,81     |
| 7         | Pologne          | Bartosz Stanielewicz | 2:24,28     |
| 3e Série  |                  |                      |             |
| 1         | Italie           | Federico Gilardi     | 2:09,09     |
| 2         | Australie        | Tom Montgomery       | 2:10,08     |
| 3         | Allemagne        | Joshua Perling       | 2:10,60     |
| 4         | Belgique         | Wouter Baelus        | 2:15,64     |
| 5         | Espagne          | Carlos Perianez      | 2:19,85     |
| 6         | Belgique         | Lenz Bolksmans       | 2:24,41     |
| 7         | Chine            | Yujie Niu            | DSQ         |

- DSQ : Disqualifiée
- Qualifiée pour la finale

#### Finale
| Place | Pays             | Nom              | Temps (min)   |
| ----- | ---------------- | ---------------- | ------------- |
| 1     | Italie           | Daniele Sanna    | 2:05,79 (RJM) |
| 2     | Italie           | Federico Gilardi | 2:07,67       |
| 3     | Australie        | Tom Montgomery   | 2:10,51       |
| 4     | Allemagne        | Joshua Perling   | 2:10,96       |
| 5     | Pologne          | Adam Dubiel      | 2:11,54       |
| 6     | France           | Thomas Vilaceca  | 2:13,75       |
| 7     | Australie        | Samuel Bell      | 2:14,47       |
| 8     | Nouvelle-Zélande | Adam Simpson     | 2:19,49       |

- RJM : Record des Jeux mondiaux

### Hommes - Relais 4 x 25 m Mannequin

#### Qualifications
| Place     | Pays             | Temps (min)   |
| 1re Série | 1re Série        | 1re Série     |
| --------- | ---------------- | ------------- |
| 1         | Pologne          | 1:06,54 (RJM) |
| 2         | Australie        | 1:08,76       |
| 3         | Espagne          | 1:09,42       |
| 4         | France           | 1:09,88       |
| 5         | Japon            | 1:11,80       |
| 2e Série  |                  |               |
| 1         | Allemagne        | 1:04,64 (RM)  |
| 2         | Italie           | 1:08,66       |
| 3         | Belgique         | 1:08,97       |
| 4         | Chine            | 1:11,02       |
| 5         | Nouvelle-Zélande | 1:11,08       |

- Qualifiée pour la finale
- RJM : Record des Jeux mondiaux
- RM : Record du monde

#### Finale
| Place | Nom       | Temps (min)  |
| ----- | --------- | ------------ |
| 1     | Allemagne | 1:04,04 (RM) |
| 2     | Pologne   | 1:06,53      |
| 3     | Espagne   | 1:07,30      |
| 4     | Australie | 1:08,16      |
| 5     | Chine     | 1:08,63      |
| 6     | Italie    | 1:08,70      |
| 7     | Belgique  | 1:09,36      |
| 8     | France    | 1:10,80      |

- RM : Record du monde

### Hommes - Relais 4 x 50 m Bouée tube

#### Finale
| Place | Nom              | Temps (min)  |
| ----- | ---------------- | ------------ |
| 1     | Italie           | 1:27,85 (RM) |
| 2     | Australie        | 1:28,05      |
| 3     | Allemagne        | 1:28,59      |
| 4     | Pologne          | 1:29,13      |
| 5     | France           | 1:30,12      |
| 6     | Espagne          | 1:32,49      |
| 7     | Japon            | 1:33,19      |
| 8     | Nouvelle-Zélande | 1:33,76      |

- RM : Record du monde

### Hommes - Relais 4 x 50 m Obstacle

#### Finale
| Place | Nom              | Temps (min)  |
| ----- | ---------------- | ------------ |
| 1     | Japon            | 1:36,62 (RM) |
| 2     | Pologne          | 1:36,91      |
| 3     | France           | 1:37,96      |
| 4     | Australie        | 1:38,64      |
| 5     | Allemagne        | 1:39,24      |
| 6     | Italie           | 1:39,33      |
| 7     | Belgique         | 1:42,61      |
| 8     | Nouvelle-Zélande | 1:43,51      |

- RM : Record du monde

## Podiums

### Femmes
| Épreuves                   | Or | Argent                                                                                | Bronze                                                                            |
| -------------------------- | --- | ------------------------------------------------------------------------------------- | --------------------------------------------------------------------------------- |
| 50 m Mannequin             | Chine Wu Huimin                                                                                             | Australie Mariah Jones                                                                | Italie Cristina Leanza                                                            |
| 100 m Bouée tube           | France Justine Weyders                                                                                      | Italie Federica Volpini (it)                                                          | Australie Pamela Hendry                                                           |
| 100 m Mannequin palmes     | Australie Pamela Hendry                                                                                     | France Justine Weyders                                                                | Italie Federica Volpini (it)                                                      |
| 200 m Obstacles            | Italie Silvia Meschiari                                                                                     | Pologne Alicja Tchórz                                                                 | France Margaux Fabre                                                              |
| 200 m Super sauveteur      | Italie Silvia Meschiari                                                                                     | Australie Prue Davies                                                                 | Australie Mariah Jones                                                            |
| Relais 4 x 25 m Mannequin  | Belgique - Sofie Boogaerts - Stefanie Lindekens - Aurelie Romanini - Nele Vanbuel - Bieke Vandenabeele (nl) | Chine - Bao Xueyi - Dai Xiaodie - Hu Yifan - Wu Huimin                                | Allemagne - Sophia Bauer - Annalena Geyer - Kerstin Lange - Jessica Luster        |
| Relais 4 x 50 m Bouée tube | Allemagne - Sophia Bauer - Alena Kröhler - Kerstin Lange - Jessica Luster                                   | Australie - Prue Davies - Chelsea Gillet - Pamela Hendry - Mariah Jones - Rachel Wood | Pologne- Karolina Faszczewska - Dominika Kossakowska - Anna Nocoń - Alicja Tchórz |
| Relais 4 x 50 m Obstacles  | France - Léna Bousquin - Delphine Dulat - Margaux Fabre - Magalie Rousseau - Justine Weyders                | Australie - Prue Davies - Pamela Hendry - Mariah Jones - Rachel Wood                  | Chine - Bao Xueyi - Dai Xiaodie - Hu Yifan - Wu Huimin                            |

### Hommes
| Épreuves                   | Or | Argent                                                                                  | Bronze                                                                           |
| -------------------------- | --- | --------------------------------------------------------------------------------------- | -------------------------------------------------------------------------------- |
| 50 m Mannequin             | Allemagne Danny Wieck (de)                                                                                         | Allemagne Joshua Perling                                                                | Australie Bradley Woodward                                                       |
| 100 m Bouée tube           | Italie Jacopo Musso (it)                                                                                           | Allemagne Kevin Lehr                                                                    | Australie Samuel Bell                                                            |
| 100 m Mannequin palmes     | Italie Jacopo Musso (it)                                                                                           | Italie Andrea Vittorio Piroddi                                                          | Allemagne Kevin Lehr                                                             |
| 200 m Obstacles            | Australie Bradley Woodward                                                                                         | Italie Federico Gilardi (it)                                                            | Nouvelle-Zélande Steven Kent (en)                                                |
| 200 m Super sauveteur      | Italie Daniele Sanna                                                                                               | Italie Federico Gilardi (it)                                                            | Australie Tom Montgomery                                                         |
| Relais 4 x 25 m Mannequin  | Allemagne - Christian Ertel (de) - Kevin Lehr - Joshua Perling - Danny Wieck (de)                                  | Pologne- Adam Dubiel (pl) - Cezary Kępa - Wojciech Kotowski (pl) - Bartosz Stanielewicz | Espagne- Eduardo Blasco - Sergio Calderon - José Victor Carcia - Carlos Perianez |
| Relais 4 x 50 m Bouée tube | Italie- Sacha Andrea Bartolo - Federico Gilardi (it) - Jacopo Musso (it) - Andrea Vittorio Piroddi - Daniele Sanna | Australie - Samuel Bell - Matthew Davis - Jake Smith - Bradley Woodward                 | Allemagne - Christian Ertel (de) - Kevin Lehr - Jan Malkowski - Danny Wieck (de) |
| Relais 4 x 50 m Obstacles  | Japon - Suguru Ando - Keisuke Hatano - Naoya Hirano - Shun Nishiyama                                               | Pologne - Adam Dubiel (pl) - Cezary Kępa - Wojciech Kotowski (pl) - Bartosz Makowski    | France - Jérémy Badré - Florian Laclaustra - Gaëtan Quirin - Thomas Vilaceca     |

## Tableau des médailles
- Pays organisateur

| Rang  | Nation           | Or | Argent | Bronze | Total |
| ----- | ---------------- | -- | ------ | ------ | ----- |
| 1     | Italie           | 6  | 4      | 2      | 12    |
| 2     | Allemagne        | 3  | 2      | 3      | 8     |
| 3     | Australie        | 2  | 5      | 5      | 12    |
| 4     | France           | 2  | 1      | 2      | 5     |
| 5     | Chine            | 1  | 1      | 1      | 3     |
| 6     | Japon            | 1  | 0      | 0      | 1     |
| 6     | Belgique         | 1  | 0      | 0      | 1     |
| 8     | Pologne          | 0  | 3      | 1      | 4     |
| 9     | Espagne          | 0  | 0      | 1      | 1     |
| 9     | Nouvelle-Zélande | 0  | 0      | 1      | 1     |
| Total | Total            | 16 | 16     | 16     | 48    |